# Technické textilie

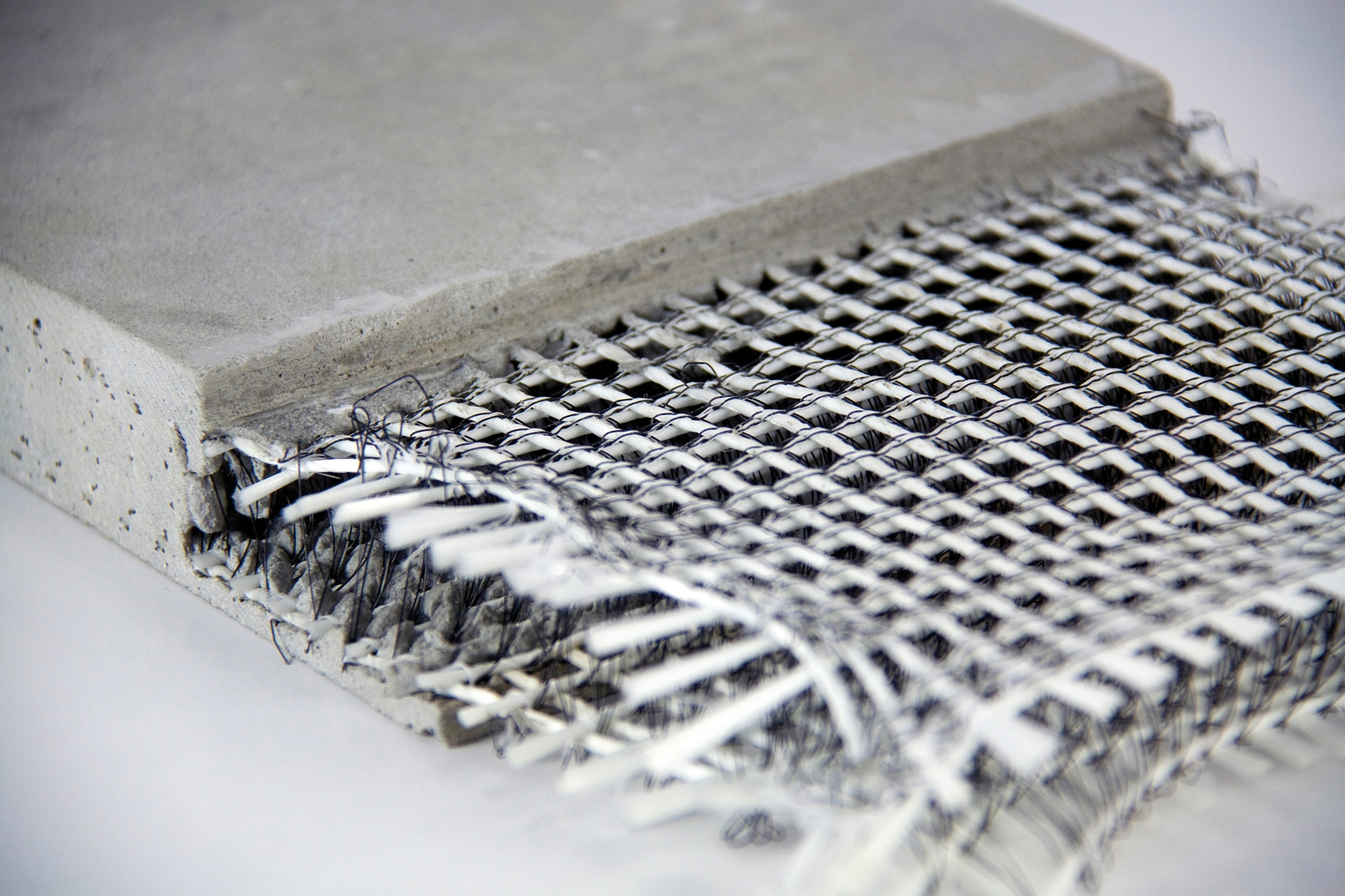
Výztuž betonu z dvojité textilní rohože protkané drátem

Technické textilie (TT) je souhrnné označení pro textilní materiály a výrobky, jejichž hlavním účelem je plnění určité technické funkce. (Jejich estetické nebo dekorativní vlastnosti jsou méně důležité).

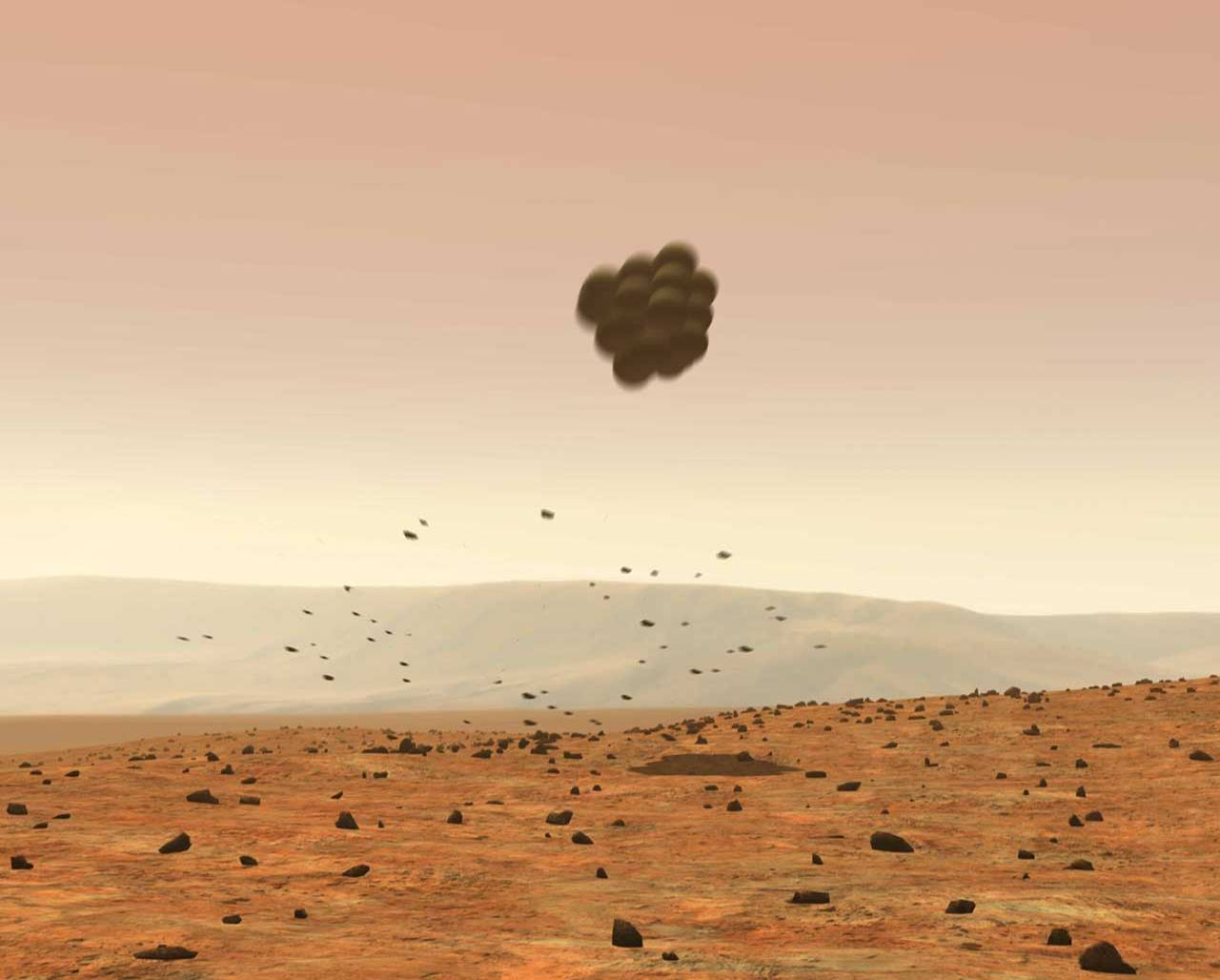
Airbagy vesmírné sondy, která přistála na Marsu

## Materiál
Při volbě vhodného materiálu jsou skoro výlučně rozhodující jeho fyzikální a chemické vlastnosti. Vedle téměř všech druhů běžných umělých vláken se často používají vlákna speciálně modifikovaná pro technické účely jako: aramidy, uhlíková vlákna, mikro- a nanovlákna, keramická, kovová vlákna atd. Z přírodních vláken se uplatňuje např. juta a bavlna (pytlovina a obaly), konopí (lana) a hedvábí (padáky). Čištěné a recyklované textilní odpady (výčesky, trhané ústřižky tkanin a pletenin) jsou vhodná výplň pro různé druhy technických textilií.

## Výroba
Z netkaných textilií všeho druhu se vyrábí více než dvě třetiny pro technické účely. Technické tkaniny a pleteniny jsou zpravidla vyrobeny jednoduchou vazební technikou. Barvení, pokud je vůbec nutné, se provádí většinou ve vlákenné hmotě. Některé obaly a autoplachty se potiskují.

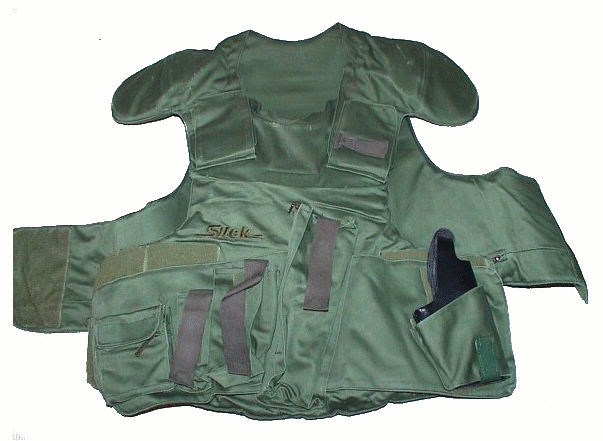
Policejní "neprůstřelná" vesta s aramidovou vložkou

Všechny provaznické výrobky a lana se řadí k technickým textiliím. K jejich výrobě se používá technika splétání, oplétání, stáčení nebo kablování. Šicí nitě pro průmyslové účely nebo chirurgii se vyrábí a zušlechťují poměrně nákladnou speciální technologií.
Světová spotřeba vláken k výrobě technických textilií vzrostla od roku 1995 do roku 2010 ze 14 na 22 milionů tun. Obchodní obrat odvětví obnášel v roce 2011 cca 195 miliard € (do roku 2017 se zvýšil na cca 210 miliard), 27 států EU se na něm podílelo s 22 a Česká republika s 1,1 miliardou €.

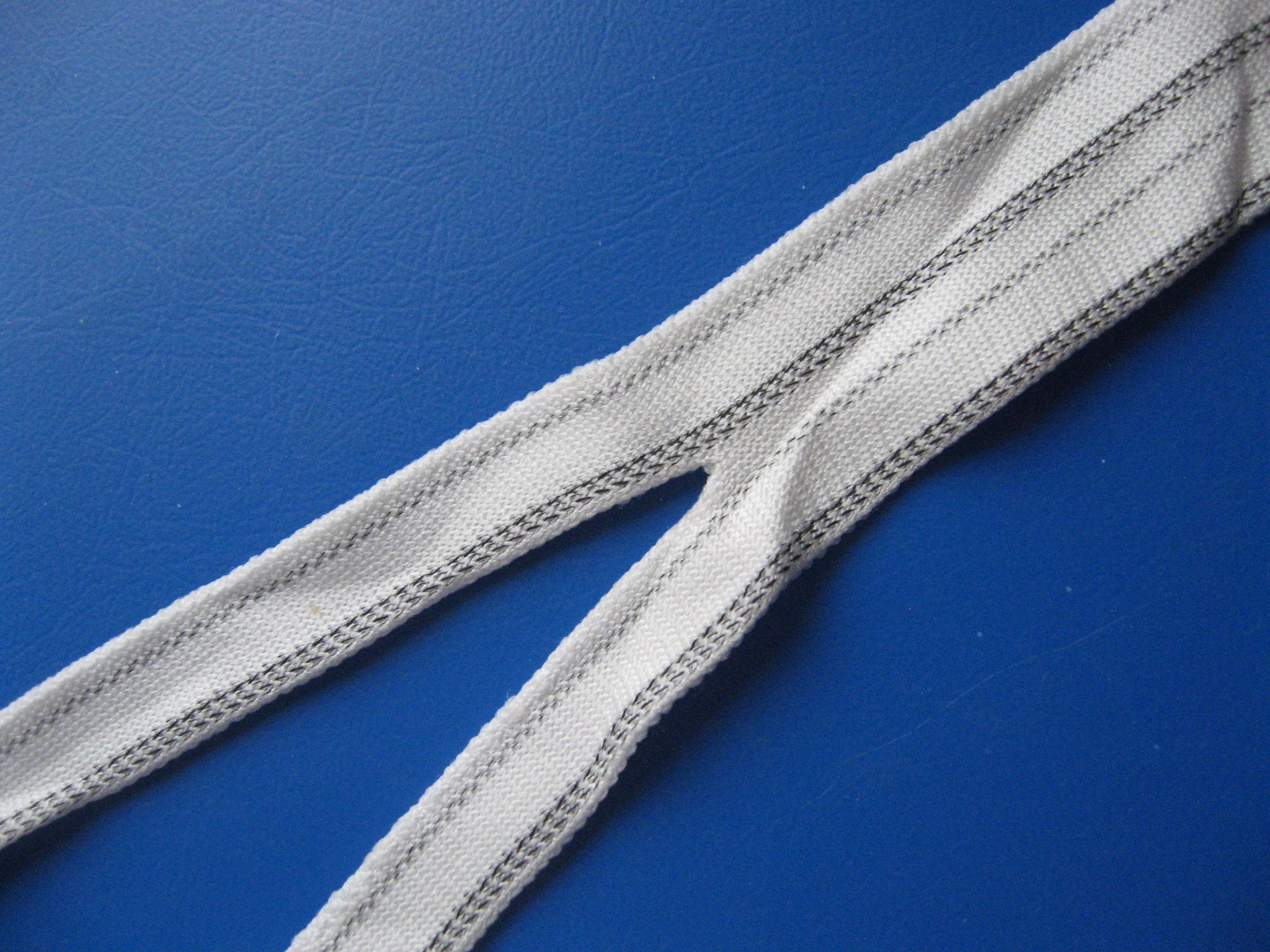
Osnovní pletenina (před zušlechtěním) na umělé cévy

Podle způsobu výroby se podílely v roce 2017 na technických textiliích: tkaniny, pleteniny a provaznické výrobky 53 %, netkané textilie 32 % a kompozity 15 %.

## Použití technických textilií
Přibližné podíly v roce 2017:
| Sektor           | %  | Příklady použití                                        |
| Automobily       | 21 | pneumatikové kordy, čalounění aut, airbagy, autoplachty |
| Průmysl. výrobky | 16 | brusné kotouče, nádrže                                  |
| Obaly            | 14 | přepravní vaky, lana                                    |
| Stavby           | 11 | izolace, výztuže betonu, nafukovací stavby              |
| Sport            | 9  | lodní plachty, padáky, umělý trávník                    |
| Zdravotnictví    | 9  | bandáže, protézy, umělé cévy                            |
| Byty             | 7  | tapety, markýzy                                         |
| Oděvy            | 5  | protiprašné oděvy, Goretex                              |
| Zemědělství      | 4  | ochrana proti plevelům, sítě proti zvěři                |
| Ochrana          | 2  | "neprůstřelné" vesty, filtry (život. prostředí)         |
| Ostatní          | 2  | geotextil, ekologie                                     |